# آرانمولا پوناما
آرانمولا پوناما (انگلیسی: Aranmula Ponnamma; ۸ آوریل ۱۹۱۴ – ۲۱ فوریهٔ ۲۰۱۱) هنرپیشه اهل هند بود. وی بین سال‌های ۱۹۴۳ تا ۲۰۰۴ میلادی فعالیت می‌کرد. او به‌طور گسترده‌ای به عنوان چهره یک مادر در سینمای مالایالمی شناخته می‌شود.
وی بازیگر فیلم‌هایی همچون بزرگراه، زندگی یک توهم است، مرد داستان، نادوگانگی و بلیط بخت‌آزمایی بوده، پوناما برنده جوایزی همچون جایزه ملی فیلم بهترین بازیگر نقش مکمل زن در سال ۱۹۹۶ شده‌است.